# Кража в её сердце
«Кража в её сердце» (англ. Larceny in Her Heart) — американский детективный фильм с элементами комедии режиссёра Сэма Ньюфилда, который вышел на экраны в 1946 году. Это второй из пяти фильмов о частном детективе Майкле Шейне, выпущенных кинокомпанией Producers Releasing Corporation в период 1946—1947 годов. Во всех пяти фильмах главную роль исполнил Хью Бомонт.
В этом фильме к Майклу Шейну обращается некто Бёртон Столлингс (Гордон Ричардс) с просьбой найти его исчезнувшую падчерицу Хелен (Мэри Хэннон). Вскоре после его ухода в офис детектива заходит одурманенная девушка, и по фотографии Шейн догадывается, что это и есть Хелен. Майкл укладывает её на диван, после чего провожает свою секретаршу Филлис Хэмилтон (Шерил Уокер), с которой собирался в отпуск, на вокзал. По возвращении Шейн обнаруживает, что женщина задушена. Тело убитой девушки затем снова исчезает и снова появляется, после чего Майкл вместе со своим другом, репортёром Тимом Рурком (Пол Брайар) вывозит его на лужайку перед домом Столлингса. Опросив знакомых и слуг Столлингса, Майкл догадывается, что Хелен возможно жива. Под прикрытием он устраивается в санаторий для алкоголиков, где находит настоящую Хелен Столлингс, которая содержится там под чужим именем. Тело же убитой женщины принадлежало двойнику Хелен, которую нанял мистер Столлингс для того, чтобы присвоить наследство Хелен, а затем сам убил двойника.
Фильм получил невысокие оценки современной критики, указавшей на слабо проработанный сюжет с множеством противоречий и сюжетных дыр, а также чересчур легковесный стиль повествования по сравнению с другими картинами цикла.

## Сюжет
Частный детектив Майкл Шейн (Хью Бомонт) собирается в отпуск со своей секретаршей Филлис Хэмилтон (Шерил Уокер). Неожиданно на пороге его офиса появляется обеспеченный на вид джентльмен Бёртон Столлингс (Гордон Ричардс), который уговаривает Майкла найти его исчезнувшую падчерицу Хелен (Мэри Хэннон). Не слушая возражений Майкла, что он уезжает в отпуск, Бёртон кладёт на стол детективу чек на 500 долларов и фотографию своей Хелен, после чего удаляется. Так как Филлис настаивает на поездке и уходит за своим багажом, Майкл нехотя обещает ей отослать чек за оплату услуг Столлингсу обратно по почте. В этот момент в его офис вваливается одурманенная девушка, которая пробормотав, что Бёртон Столлингс — грязная собака, падает на диван и теряет сознание. Сверив лицо девушки с фотографией, которую ему оставил Бёртон, Майкл заключает, что это и есть Хелен. Решив, что дело сделано, детектив укладывает её на диван поспать пару часов, а потом собирается отвезти домой. Пытаясь скрыть от Филлис, что в его офисе спит привлекательная девушка, Майкл выпроваживает секретаршу из офиса, общая присоединиться к ней на отдыхе через 48 часов.
В полицейском участке сержант Пит Рафферти (Ральф Данн) докладывает своему шефу Джентри (Чарльз С. Уилсон) о том, что из офиса Шейна доносились женские крики, и уговаривает его поехать расследовать, в чём там дело. Тем временем, проводив Филлис на вокзал, Майкл возвращается в офис, откуда звонит в квартиру Столлингсов. Снявшей трубку домохозяйке детектив передаёт, что ожидает от её хозяина окончательный расчёт за свои услуги. Затем он подходит к дивану, где видит, что девушка задушена. В этот момент раздаётся звонок в дверь. Майкл накрывает труп покрывалом, после чего открывает дверь. Появляются двое полицейских и друг Майкла, репортёр Тим Рурк (Пол Брайар), которые спрашивают его о женских криках. Майкл объясняет, что криков не было, а он задержался в городе в связи с тем, что получил заказ от Бёртона Столлингса. Когда Рафферти звонит Столлингсу, чтобы проверить это, тот утверждает, что не нанимал Шейна и даже не знает его. Шеф полиции приказывает обыскать офис Майкла. Осмотрев помещение, полицейские хотят пройти в спальную комнату, но Майкл не пускает их, заявляя, что там девушка. Решив, что Майкл банально изменяет Филлис, полицейские уходят, однако Тим не верит в это. Майкл сообщает ему, что девушка, которая там находится, мертва.
Взглянув на неё, Тим утверждает, что это Хелен, падчерица, Бёртона, фотография которой некоторое время была во всех газетах. Она подала в суд на Столлингса, обвинив его в том, что он занимался бухгалтерскими махинациями с наследством её отца, но пару недель назад отозвала иск. Майкл с помощью Тима решает ночью вывести тело из своего офиса, чтобы полиция обнаружила его в другом месте. В этот момент появляется возмущённый Бёртон, выговаривая Майклу, что он привлёк к делу полицию. Детектив в свою очередь интересуется, почему Бёртон сказал полиции, что Майкл не работает на него. Бёртон утверждает, что Хелен отказалась от иска, когда он показал ей, как реально обстоят дела. Далее Столлингс рассказывает, что год назад Хелен встречалась с трубачом из танцевального клуба, а во время летних каникул стала встречаться с владельцем ночного клуба Арчем Даблером (Чарльз Куигли). Бёртон отказывает Майклу в возможности поговорить с миссис Столлингс, заявляя, что она серьёзно больна, и любой шок может убить её. Он также говорит, что трубач вернулся в город приблизительно неделю назад.
Некоторое время спустя, когда Тим и Майкл заходят в спальню, тела там уже нет. Тим уезжает домой выспаться, а Майкл, обнаружив в сумочке девушки спичечный коробок из клуба «Магнолия», направляется в это заведение. На входе Майкл утверждает, что пришёл увидеться с Арчем Даблером, однако из-за отсутствия пригласительного значка охрана не пропускает его в клуб, а когда Майкл продолжает упорствовать, его избивают и выбрасывают в подворотню. Тем временем в клубе Арч заявляет трубачу оркестра Уиту Марлоу (Ли Беннетт), что ему неизвестно местонахождение Хелен. Уит обвиняет Арча в том, что тот пристрастил Хелен к алкоголю, хотя ей только через два дня исполнится 21 год и раньше она вообще не пила. Когда Уит начинает требовать оставить Хелен в покое, Арч вызывает своих громил, которые выбрасывают Марлоу в ту же подворотню, что и Майкла. Придя в себя, Майкл пытается оказать помощь Тиму, обнаруживая у него в кармане свидетельство о браке с Хелен Столлингс, после чего относит невменяемого Уита на квартиру к Тиму. Оставив Уита, Майкл направляется в свой офис, где видит вернувшуюся Филлис, которая сообщает, что на диване в его спальне лежит убитая девушка. В этот момент в дверь звонят Джентри и Рафферти намереваясь провести обыск в спальне, однако увидев Филлис, они уходят. Тим и Майкл доставляют тело убитой девушки на лужайку перед домом Столлингсов.
Утром Майкл приезжает в дом Столлингсов, где дверь ему открывает медсестра Люсиль (Джулия Макмиллан). В этот момент со второго этаж раздаются женские крики, и домохозяйка требует, чтобы медсестра поднялась наверх. Та заявляет домохозяйке, что ей надело принимать от неё приказы, и она увольняется прямо сейчас, чтобы окончательно не сойти с ума. Домохозяйка говорит Шейну, что миссис Столлингс нет дома. А Хелен она не считает пропавшей, так как та часто пропадает на несколько дней. Когда Майкл садится обратно в машину, там его поджидает Люсиль, которая рассказывает, что она ухаживала за матерью Хелен, которая страдает алкоголизмом и периодически проходит курс лечения в санатории Паттерсона. Они договариваются о свидании вечером, после чего Майкл возвращается в офис, где его поджидают Тим и Филлис. Тим рассказывает, что Уит поведал ему, что после свадьбы он уехал на гастроли по стране, а она отправилась в колледж, не сообщив родителям, что вышла замуж, так как могла бы потерять наследство, если выйдет замуж до 21 года. Когда начались каникулы, она приехала к родителям, и Уит должен был приехать к ней на 21-й день рождения. Они переписывались, потом она неожиданно перестала писать. Уит срочно приехал, но она его прогнала.
В этот момент к Майклу приходит мистер Столлингс, который сообщает, что его падчерица по-видимому мертва. Ему позвонили из бюро по розыску пропавших и попросили приехать, чтобы опознать тело, которое выловили в заливе. Столлингс и Майкл приезжают в морг. Столлингс подтверждает, что это труп его падчерицы. После его ухода Майкл просит патологоанатома снять отпечатки пальцев и взять образец волос умершей, а также передаёт ему образец волос девушки, труп которой был в его офисе. Затем он направляется на свидание к Люсиль. Когда дверь никто не открывает, Майкл вышибает её ногой, обнаруживая, что кто-то пытался задушить Люсиль. Майкл срочно вызывает доктора Портера (Генри Холл). Пока врач осматривает Люсиль, Филлис передаёт Майклу, что из лаборатории сообщили, что образцы волос из конверта Майкла и найденной в заливе девушки совпадают. Доктор говорит, что Люсиль поправится, после чего Майкл просит дать ему направление на лечение в санаторий Паттерсона.
Майкла, который имитирует сильное опьянение, доставляют в санаторий доктора Паттерсона (Дуглас Фоули), где он проходит курс лечения от алкоголизма. Один из регулярных пациентов клиники, Джо Морелл (Милтон Кибби) берётся помочь Майклу найти девушку, которую, как он предполагает, держат изолированно от других. Ночью Джо приходит в палату Майкла, сообщая ему, что здесь содержат девушку, которая страдает от болезненной иллюзии, что её хотят лишить семейного наследства. Девушку считают неизлечимо больной. Майкл догадывается, что речь идёт от Хелен. Среди ночи к клинике подъезжают Тим и Филлис, подавая сигнал Майклу. Он тайком выходит во двор и берёт у Тима фонарик и лестницу. Заглядывая в окна второго этажа, Майкл обнаруживает в одной из палат спящую Хелен. Вернув лестницу Тиму, Майкл говорит ему, что дело раскрыто и просит привезти в клинику прямо с утра Рафферти.
На следующее утро Тим приходит в полицию и рассказывает Джентри и Рафферти всю историю с девушкой. Тем временем Столлингс приезжает в клинику к доктору Паттерсону (Дуглас Фоули), и по дороге они с Майклом замечают друг друга, но не подают вида. Паттерсон говорит Столлингсу о своей тревоге в связи с тем, что ночью кто-то пытался бежать из клиники. Столлингс сообщает ему, что у него в клинике находится Майкл Шейн, который расследует исчезновение Хелен. По указанию Паттерсона двое санитаров хватают Майкла и доставляют в кабинет доктора, где присутствует и Столлингс. Майкл подтверждает, что он детектив. Затем он говорит, что не будет выступать в качестве подтверждения алиби в связи с убийством той бедной девушки, которую Столлингс в морге признал как свою падчерицу. Эту девушку зовут Барбара Бретт, и внешне очень похожа на Хелен. Барбара была пациенткой в клинике, и когда Столлингс навещал в клинике больную жену, он увидел её и решил использовать как двойника Хелен. Барбара должна была, выдавая себя за Хелен, отозвать из суда иск о недобросовестном распоряжении её наследством. При этом, чтобы навсегда изолировать Хелен, Столлингс привлёк к делу доктора Паттерсона. Но Барбара вошла в роль наследницы, стала снова выпивать и посещать клубы. Она связалась с Арчем Даблером, который посоветовал ей оформить наследство на себя. Под угрозой потерять всё, чем он распоряжался, Столлингс решил убить Барбару. В этот момент Столлингс достаёт оружие и собирается убить Майкла, но доктор Паттерсон предлагает более безопасный способ и вызывает своих санитаров. Когда они пытаются взять Майкла за руки, он вырывается и хватает пистолет. В этот момент появляется Рафферти, который первым делом надевает наручники на Майкла за сокрытие преступления. Майкл указывает ему на Столлингса, который пытался убить Люсиль, чтобы она не рассказала то, что ей известно. Следом появляются Джентри и Уит, который подтверждает слова Майкла о том, что в морге находится не тело Хелен. После этого Майкл просит арестовать Столлингса за убийство Барбары Бретт, которую он выдавал за свою падчерицу, а также за преступный сговор с доктором Паттерсоном с целью пожизненного удержания Хелен в психиатрической клинике. Майкл объясняет, что когда Хелен исполнится 21 год, она станет полноправной наследницей семейного имущества, и потому Столлингс придумал свой план, чтобы продолжать распоряжаться  семейным состоянием.
Майкл провожает собравшихся в палату к Хелен, где Уит освобождает её руки и обнимает. По требованию полиции доктор Паттерсон подтверждает, что девушка в морге была пациенткой клиники по имени Барбара Бретт. Майкл рассказывает, что, Столлингс, решив убить Барбару, проследил за ней от клуба «Магнолия» до офиса Майкла, куда она пришла, чтобы заявить на него. Когда Майкл, уложив её, отправился на вокзал, чтобы проводить Филлис, Столлингс пробрался в офис и убил Барбару. Какое-то время спустя Столлингс снова вернулся на место преступления, чтобы удостовериться в том, что не оставил улик, и, услышав шум зашедшего в квартиру Тима, растерялся и перепрятал тело в гардеробную комнату. Закончив объяснения, Майкл выходит во двор, где его за рулём машины ждёт Филлис, чтобы вместе отправиться на Ниагарский водопад.

## В ролях
- Хью Бомонт — Майкл Шейн
- Шерил Уокер — Филлис Хэмилтон
- Ральф Данн — сержант Пит Рафферти
- Пол Брайар — Тим Рурк
- Чарльз С. Уилсон — шеф полиции Джентри
- Гордон Ричардс — Бёртон Столлингс
- Дуглас Фоули — доктор Паттерсон
- Чарльз Куигли — Арч Даблер
- Джулия Макмиллан — Люсиль
- Мэри Хэннон — Хелен Столлингс / Барбара Бретт
- Ли Беннетт — Уит Марлоу
- Генри Холл — доктор Портер

## Создатели фильма и исполнители главных ролей
За свою режиссёрскую карьеру, охватившую период с 1933 по 1958 год, режиссёр Сэм Ньюфилд поставил более 200 фильмов, большинство из них были вестернами категории В и поставлены на бедной студии Producers Releasing Corporation (PRC). Среди наиболее известных его фильмов — «Безумный монстр» (1942), «Апология убийства» (1945), «Странная миссис Крейн» (1948), «Денежное безумие» (1948) и «Леди в тумане» (1952).
Хью Бомонт впервые предстал в образе Майка Шейна в фильме «Убийство – это моё дело» (1945). Бомонт сыграл во всех пяти фильмах студии PRC о Майке Шейне, четыре из которых поставил Ньюфилд. Помимо упомянутых фильмов это также «Блондинка на день» (1946) и «Трое на билет» (1947). Шестой фильм цикла «Слишком много победителей» (1947) поставил Уильям Бодайн.
В фильме заняты некоторые другие актёры, которые играли постоянные роли в этом киносериале. В частности, Шерил Уокер сыграла секретаршу, помощницу и возлюбленную Майкла Шейна в трёх фильмах (всего эту роль играли три разные актрисы). Ральф Данн сыграл полицейского Пита Рафферти в четырёх фильмах, его шефа Джентри актёр Чарльз Уилсон сыграл в двух фильмах, и, наконец, друга Шейна, репортёра Тима Рурка актёр Пол Брайар сыграл в трёх фильмах.

## История создания фильма
Это второй фильм студии PRC Майкле Шейне. Фильм поставлен не по какому-либо из произведений писателя Бретта Халлидея, который создал образ Майкла Шейна, а по оригинальной истории Рэймонда Л. Шрока (англ. Raymond L. Schrock).
Рабочее название фильма — «Преступление в ночи» (англ.  Crime in the Night).
Фильм находился в производстве с конца апреля по начало марта 1946 года и вышел на экраны 10 июля 1946 года.

## Оценка фильма критикой
Историк кино Рон Беккер полагает, что это более лёгкий фильм по сравнению с первым фильмом о Шейне с участием Бомонта, особенно в начале. Когда же действие переносится в санаторий, «следуют лучшие сцены в фильме». В финале Шейн объясняет произошедшие события, и в его словах «полно противоречий, догадок и бессмысленности», что порождает только новые вопросы. Как отмечает Беккер, «в детективной истории должен быть какой-то смысл; в этой — нет никакого. Сюжет представляет некоторый поверхностный интерес, но поскольку объяснение всего, что происходило, неубедительно, история теряет свою значимость. Это разочаровывающий фильм в серии о Майкле Шейне». В начале картины Бомонт в роли Шейна появляется в галстуке-бабочке. Это, по мнению Беккера, «недостаточно круто для детектива, чтобы конкурировать со злодеями в бетонных джунглях». Критик считает галстук-бабочку «красноречивым символом проблем этого фильма, в котором, к сожалению, нет жёсткого, циничного подхода, присущего Хью Бомонту в первом фильме сериала».
Как отмечает кинокритик Ким Ньюман, в фильме происходит много событий, но «слишком мало из них показано на экране». Даже когда Шейн излагает дело, «мы видим только скучные сцены, когда люди открывают двери и ходят по комнате, а не, скажем, как плохой парень душит девушку, попавшую в беду». Как далее пишет Ньюман, «от сцены к сцене картина теряет смысл, из-за утомительных историй о теле, которое постоянно перемещается, и всё равно оказывается не тем, кем должно быть». Несмотря на множество сомнительных персонажей, почти сразу становится ясен «подозрительный тип, который на самом деле стоит за всей этой гнилью». Как полагает Ньюман, «самое лучшее в фильме — это Бомонт в галстуке-бабочке, элегантный и изворотливый детектив, который, по крайней мере, не просто стандартный частный сыщик».